# سلطنة بيما
سلطنة بيما (بالإنجليزية: Bima Sultanate)‏، كانت سلطنة ودولة إسلامية تقع في الجزء الشرقي من سومباوا في إندونيسيا، في الموقع المعروف حاليا باسم منطقة بيما.

## التحول إلى سلطنة
في عام 1540 م، جاء دعاة وتجار من سلطنة ديماك إلى مملكة بيما لنشر الإسلام. تم نشر الإسلام على يد سنن برابين، لكنه لم يستمر بعد وفاة السلطان ترينجونو. في عام 1580، استمر انتشار الإسلام من قبل الدعاة والتجار من سلطنة تيرنات الذين أرسلهم السلطان باب الله. علاوة على ذلك، استمر انتشار الإسلام في مملكة بيما على يد السلطان علاء الدين عام 1619. وأرسل دعاة من سلطنة لوو ومملكة تالو ومملكة بون. أصبحت مملكة بيما سلطنة أخيرًا بعد أن أسلم ملكها المسمى لاكاي في 15 ربيع الأول عام 1030 هـ. ثم أصبح الإسلام الدين الرسمي للأرستقراطيين وأهل مملكة بيما.

## تحت السيادة الهولندية

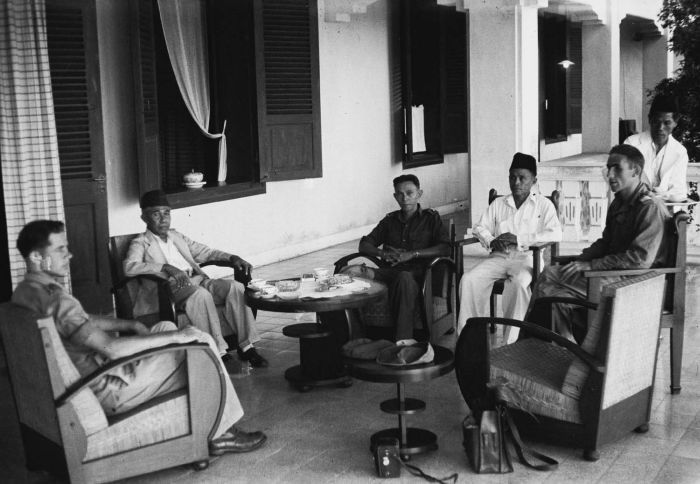
اجتماع السلطات الهولندية وسلطان بيما